# Ormosia longicorna
Ormosia longicorna är en tvåvingeart som först beskrevs av Doane 1908.  Ormosia longicorna ingår i släktet Ormosia och familjen småharkrankar. Inga underarter finns listade i Catalogue of Life.